# Вассерман, Александр Анатольевич
Алекса́ндр Анато́льевич Ва́ссерман (укр. Олександр Анатолійович Вассерман; 1 октября 1931, Одесса, Украинская ССР, СССР — 12 мая 2021) — советский и украинский теплофизик, специалист по единым уравнениям состояния, педагог, доктор технических наук.

## Биография и научно-педагогическая деятельность
Родился 1 октября 1931 года в Одессе в семье врачей. Отец, Анатолий Соломонович (Товий Шулимович) Вассерман (1894—1949), уроженец местечка Единцы (Хотинского уезда Бессарабской губернии), врач-кардиолог, служил военным врачом (майор медицинской службы) во время советско-финляндской и Великой Отечественной войн, в 1944 году был комиссован вследствие последствий контузии. Мать, Любовь (Либа) Хаимовна Кизер-Вассерман (1893—1971), врач-фтизиатр, главврач туберкулёзного санатория «Аркадия». Врачом был и старший брат отца — Эммануил Соломонович Вассерман (1889—1961), во время войны майор медслужбы, кавалер ордена Красной Звезды (1944) и ордена Ленина.
Окончил в 1948 году с золотой медалью среднюю школу № 47, а в 1953 году (с отличием) судомеханический факультет Одесского института инженеров морского флота (ОИИМФ) и получил квалификацию инженера-механика по специальности «судовые машины и механизмы».
После окончания института работал на Рижском судостроительно-судоремонтном заводе и (по совместительству) преподавал в Рижском речном училище. В 1955 году вернулся в Одессу, где работал на заводе «Автогенмаш». С 1956 года — на научно-исследовательской и преподавательской работе в ОИИМФ. В 1964 г. под руководством Я. З. Казавчинского защитил кандидатскую диссертацию, где впервые в мире разработал единое — охватывающее газовую и жидкую фазы — уравнение состояния воздуха, позволившее с высокой точностью рассчитать его свойства в широком диапазоне температур и давлений, а в 1980 г. в Институте высоких температур АН СССР (Москва) — докторскую диссертацию.
За время своей научно-педагогической деятельности опубликовал свыше 500 научных и методических работ. Среди них 18 монографий, большинство из которых переиздано в США, а также 12 таблиц стандартных справочных данных (ССД). Монографии и таблицы ССД явились существенной частью системы обеспечения народного хозяйства данными о теплофизических свойствах технически важных газов и жидкостей. В 1987 г. за разработку этой системы А. А. Вассерман в составе группы ведущих теплофизиков удостоен Премии Совета Министров СССР.
С 1966 по 1991 г. член бюро Комиссии АН СССР по таблицам термодинамических свойств газов и жидкостей, председатель советской и член международной рабочих групп по свойствам атмосферных газов. С 1983 по 1991 г. член Научного Совета АН СССР по проблеме «Теплофизика и теплоэнергетика». В течение многих лет был членом секции Научно-технического Совета Госстандарта, экспертом Государственной службы стандартных справочных данных и членом редколлегии сборника «Теплофизические свойства веществ».
В 1991 г. включён в состав Подкомитета по транспортным свойствам веществ Международного союза по теоретической и прикладной химии (IUPAC).
С 1994 г. — член Научно-методической Комиссии Министерства образования Украины по направлению «Энергетика» и член рабочей группы по разработке стандартов высшего образования. В течение многих лет — заместитель председателя Комиссии Совета ректоров ВУЗов Одесского региона по анализу и подведению итогов деятельности ВУЗов. Входил в состав редколлегий трёх научных журналов, а также в два специализированных учёных совета по защите докторских диссертаций.
Скончался 12 мая 2021 года от последствий COVID-19. Похоронен в Одессе.

## Учёные степени, звания, награды и премии
- кандидат технических наук (1964)
- доктор технических наук (1980; утверждён в звании ВАК СССР — 1981)
- профессор (1986)
- лауреат Премии Совета Министров СССР (1987)
- Почётный работник морского флота (1991)
- Академик Транспортной академии Украины(1993)
- Академик Международной академии холода (1998).
- Заслуженный деятель науки и техники Украины (2006)
- Почётный работник Одесского национального морского университета (2010)
- Знак Одесского Городского головы «За заслуги перед городом» (2011) и «Знак Почёта» (2016)
- «Почётный знак отличия» Одесской областной государственной администрации (2011)
- «Почётный знак» Одесского областного совета (2016)
- знак «За научные достижения» совета ректоров ВУЗов Одесского региона (2017)
- Почётная грамота кабинета министров Украины (2017)
- Почётная грамота Верховного Совета Украины (2020)

## Семья
Жена — Лина Ильинична Баум (1929—2013), главный бухгалтер магазина «Медтехника», затем Одесского областного управления — «Медтехника».
Сыновья
- Анатолий Александрович Вассерман (род. 1952) — публицист и эрудит;
- Владимир Александрович Вассерман (род. 1960) — кандидат технических наук, специалист по анализам нефтепродуктов, соавтор брата.